# Canton de Saint-Savin (Gironde)
Pour les articles homonymes, voir Canton de Saint-Savin.
Le canton de Saint-Savin est une ancienne division administrative française située dans le département de la Gironde et la région Aquitaine.

## Géographie
Ce canton était organisé autour de Saint-Savin dans l'arrondissement de Blaye. Son altitude variait de 2 m (Cézac) à 106 m (Laruscade) pour une altitude moyenne de 65 m.

## Composition
Le canton de Saint-Savin regroupait seize communes et comptait 21 828 habitants (population municipale) au 1er janvier 2010.
| Nom                       | Code Insee | Intercommunalité         | Superficie (km2) | Population (dernière pop. légale) | Densité (hab./km2) |
| ------------------------- | ---------- | ------------------------ | ---------------- | --------------------------------- | ------------------ |
| Cavignac                  | 33114      | CC Latitude Nord Gironde | 6,63             | 1 852 (2014)                      | 279                |
| Cézac                     | 33123      | CC Latitude Nord Gironde | 19,16            | 2 503 (2014)                      | 131                |
| Civrac-de-Blaye           | 33126      | CC Latitude Nord Gironde | 13,25            | 845 (2014)                        | 64                 |
| Cubnezais                 | 33142      | CC Latitude Nord Gironde | 10,30            | 1 411 (2014)                      | 137                |
| Donnezac                  | 33151      | CC Latitude Nord Gironde | 35,75            | 887 (2014)                        | 25                 |
| Générac                   | 33184      | CC de Blaye              | 9,44             | 566 (2014)                        | 60                 |
| Laruscade                 | 33233      | CC Latitude Nord Gironde | 46,76            | 2 602 (2014)                      | 56                 |
| Marcenais                 | 33266      | CC Latitude Nord Gironde | 9,04             | 733 (2014)                        | 81                 |
| Marsas                    | 33272      | CC Latitude Nord Gironde | 8,13             | 1 160 (2014)                      | 143                |
| Saint-Christoly-de-Blaye  | 33382      | CC de Blaye              | 28,06            | 2 011 (2014)                      | 72                 |
| Saint-Girons-d'Aiguevives | 33416      | CC de Blaye              | 11,94            | 989 (2014)                        | 83                 |
| Saint-Mariens             | 33439      | CC Latitude Nord Gironde | 12,00            | 1 594 (2014)                      | 133                |
| Saint-Savin               | 33473      | CC Latitude Nord Gironde | 33,87            | 3 088 (2014)                      | 91                 |
| Saint-Vivien-de-Blaye     | 33489      | CC Latitude Nord Gironde | 5,69             | 393 (2014)                        | 69                 |
| Saint-Yzan-de-Soudiac     | 33492      | CC Latitude Nord Gironde | 11,14            | 2 319 (2014)                      | 208                |
| Saugon                    | 33502      | CC de Blaye              | 15,50            | 445 (2014)                        | 29                 |

## Démographie
| 1962   | 1968   | 1975   | 1982   | 1990   | 1999   | 2006   | 2011   | 2012   |
| ------ | ------ | ------ | ------ | ------ | ------ | ------ | ------ | ------ |
| 13 791 | 13 272 | 13 274 | 15 082 | 16 006 | 17 092 | 19 520 | 22 290 | 22 816 |

## Histoire
De 1833 à 1848, les cantons de Saint-Ciers-la-Lande et Saint-Savin avaient le même conseiller général. Le nombre de conseillers généraux par département était limité à 30.

## Représentation

### Conseillers généraux de 1833 à 2015
| Période | Période      | Identité                                     | Étiquette                      | Qualité |
| ------- | ------------ | -------------------------------------------- | ------------------------------ | --- |
| 1833    | 1842         | Marquis René-Chrétien-Auguste de Lamoignon   |                                | Ancien officier, Pair de France Propriétaire, maire de Saint-Ciers-la-Lande (1813-1845) |
| 1842    | 1848 (décès) | Jean Pierre Henri Amédée Baron de Conteneuil |                                | Propriétaire à Bordeaux Ancien Sous-Préfet de Blaye |
| 1848    | 1871         | Edouard Lelièvre Marquis de Lagrange         | Majorité dynastique            | Diplomate Député (1837-1848, 1849-1851) Sénateur (1852-1870) |
| 1871    | 1874         | Théophile Chaussé                            | Indépendant                    | Suppléant du juge de paix à Saint-Savin |
| 1874    | 1875 (décès) | Jean-Baptiste Valentin Jules Dufaure         |                                | Lieutenant-colonel d'artillerie de marine, Saint-Savin |
| 1876    | 1887 (décès) | Ernest Dréolle                               | Appel au peuple (Bonapartiste) | Journaliste Député (1869-1870 et 1876-1885) |
| 1887    | 1892         | Baron Eugène de Brézetz                      | Conservateur Bonapartiste      | Avocat puis magistrat Propriétaire à Bordeaux |
| 1892    | 1919         | Bernard-Albert Page                          | Républicain                    | Propriétaire à Saint-Androny |
| 1919    | 1936 (décès) | Jean Vincent                                 | Rad.ind.                       | Propriétaire, négociant en bois à Laruscade, conseiller d'arrondissement |
| 1936    | 1940         | Céleste Berteaud                             | Rad.                           | Avoué à Blaye Maire de Saint-Girons-d'Aiguevives Nommé conseiller départemental en 1943 |
|         |              |                                              |                                | |
| 1945    | 1961 (décès) | Céleste Berteaud                             | Rad.                           | Maire de Saint-Girons-d'Aiguevives jusqu'en 1961 |
| 1961    | 1968 (décès) | Armand Guindron                              | Centre gauche                  | Médecin à Cavignac |
| 1968    | 1988         | Alain Guirriec                               | CNI                            | Médecin Maire de Cavignac (1977-1989) |
| 1988    | 2015         | Alain Renard                                 | PS                             | Cadre de la fonction publique territoriale Maire de Saint-Savin de 1995 à 2001 et depuis 2014 Vice-Président du Conseil Général Président de la communauté de communes Latitude Nord Gironde de 1999 à 2008 Elu en 2015 dans le Canton du Nord-Gironde |

### Conseillers d'arrondissement (de 1833 à 1940)
Le canton de Saint-Savin avait trois conseillers d'arrondissement.
| Période                                  | Période          | Identité                       | Étiquette           | Qualité |
| ---------------------------------------- | ---------------- | ------------------------------ | ------------------- | --- |
| 1833                                     | 1845             | Jean Baptiste Valentin Dufaure |                     | Aubergiste, maire de Saint-Savin                                                                            |
| 1833                                     | 1848             | Arnaud Godrie                  |                     | Notaire à Cézac                                                                                             |
| 1833                                     | 1839             | Barthélemy Faure Saint-Hubert  |                     | Juge de paix, propriétaire à Lafosse                                                                        |
| 1839                                     | 1848             | M. Joubert                     |                     | Docteur-médecin à Saint-Christoly                                                                           |
| 1845                                     | 1848             | Pierre Micheau (1809-1873)     |                     | Notaire, propriétaire à Cavignac                                                                            |
|                                          |                  |                                |                     | |
| 1877                                     |                  | M. Pic                         | Royaliste           | |
| 1877                                     | 1880 (décès)     | Jean Plumeau                   | Bonapartiste        | Pharmacien et propriétaire à Saint-Christoly                                                                |
| avant 1883                               | 1885 (démission) | Ferdinand Ellie                | Bonapartiste        | Propriétaire, conseiller municipal de Saint-Savin                                                           |
| avant 1883                               | 1895             | Pierre Héraud                  | Royaliste           | Maire de Donnezac                                                                                           |
| avant 1889                               | 1895             | M. Ardouin                     | Royaliste           | Maire de Civrac                                                                                             |
| 1895                                     | 1900 (décès)     | Léopold Berniard               | Républicain         | Maire de Cavignac                                                                                           |
| 1895                                     | 1913             | Charles Frédéric               | Républicain         | Géomètre, propriétaire à Saint-Christoly                                                                    |
| 1895                                     | 1907             | Philippe Montangon             | Républicain         | Maire de Saint-Yzan                                                                                         |
| 1900                                     | 1913             | M. Dupas                       | Républicain         | Maire de Cavignac                                                                                           |
| 1907                                     | 1919             | Jean Vincent                   | Républicain         | Propriétaire, négociant en bois à Laruscade                                                                 |
| 1913                                     | 1919             | M. Loubet                      | Républicain         | |
| 1913                                     | 1937             | Paul Arnaudin                  | Républicain puis RG | Propriétaire, négociant, maire de Saint-Christoly                                                           |
| 1919                                     | 1925             | Henri Nouhet                   | RG                  | Notaire à Saint-Savin                                                                                       |
| 1919                                     | 1940             | Anatole Latouche               | RG                  | Maire de Cavignac                                                                                           |
| 1925                                     | 1937             | Auguste Couraud                | Radical             | Notaire à Saint-Savin                                                                                       |
| 1937                                     | 1940             | Henri Vergeron                 | RG                  | Médecin à Saint-Savin                                                                                       |
| 1937                                     | 1940             | M. Glémet                      | RG                  | Maire de Générac                                                                                            |
| 1940                                     |                  |                                |                     | Les conseils d'arrondissement ont été suspendus par la loi du 12 octobre 1940 et n'ont jamais été réactivés |
| Les données manquantes sont à compléter. |                  |                                |                     | |